# Szlovákia kormányfőinek listája
| a Szlovák Tanácsköztársaság Forradalmi Végrehajtó Bizottságának elnöke (1919) | a Szlovák Tanácsköztársaság Forradalmi Végrehajtó Bizottságának elnöke (1919)      | a Szlovák Tanácsköztársaság Forradalmi Végrehajtó Bizottságának elnöke (1919) | a Szlovák Tanácsköztársaság Forradalmi Végrehajtó Bizottságának elnöke (1919) | a Szlovák Tanácsköztársaság Forradalmi Végrehajtó Bizottságának elnöke (1919) | a Szlovák Tanácsköztársaság Forradalmi Végrehajtó Bizottságának elnöke (1919) | a Szlovák Tanácsköztársaság Forradalmi Végrehajtó Bizottságának elnöke (1919) |
| #                                                                             | Kép                                                                                | Kormányfő                                                                     | Terminus                                                                      | Terminus                                                                      | Párt                                                                          | Államfő                                                                       |
| #                                                                             | Kép                                                                                | Kormányfő                                                                     | Kezdete                                                                       | Vége                                                                          | Párt                                                                          | Államfő                                                                       |
| ----------------------------------------------------------------------------- | ---------------------------------------------------------------------------------- | ----------------------------------------------------------------------------- | ----------------------------------------------------------------------------- | ----------------------------------------------------------------------------- | ----------------------------------------------------------------------------- | ----------------------------------------------------------------------------- |
| 1                                                                             |                                                                                    | Antonín Janoušek (1877 – 1941)                                                | 1919. június 20.                                                              | 1919. július 7.                                                               | Cseh Szociáldemokrata Párt                                                    |                                                                               |
| az Első Szlovák Köztársaság miniszterelnökei (1939-1945)                      |                                                                                    |                                                                               |                                                                               |                                                                               |                                                                               |                                                                               |
| #                                                                             | Kép                                                                                | Kormányfő                                                                     | Terminus                                                                      | Terminus                                                                      | Párt                                                                          | Államfő                                                                       |
| #                                                                             | Kép                                                                                | Kormányfő                                                                     | Kezdete                                                                       | Vége                                                                          | Párt                                                                          | Államfő                                                                       |
| 1                                                                             |                                                                                    | Jozef Tiso (1887–1947)                                                        | 1939. március 14.                                                             | 1939. október 26.                                                             | Szlovák Néppárt                                                               |                                                                               |
| 2                                                                             |                                                                                    | Vojtech Tuka (1880–1946)                                                      | 1939. október 26.                                                             | 1944. szeptember 2.                                                           | Szlovák Néppárt                                                               |                                                                               |
| 3                                                                             |                                                                                    | Štefan Tiso (1897–1959)                                                       | 1944. szeptember 2.                                                           | 1945. április 3.                                                              | Szlovák Néppárt                                                               |                                                                               |
| a Második Szlovák Köztársaság miniszterelnökei (1993-)                        |                                                                                    |                                                                               |                                                                               |                                                                               |                                                                               |                                                                               |
| 1                                                                             |                                                                                    | Vladimír Mečiar (1942–)                                                       | 1992. június 24.                                                              | 1994. március 16.                                                             | Néppárt – Demokratikus Szlovákiáért Mozgalom                                  | Michal Kováč 1993 - 1998                                                      |
| 2                                                                             |                                                                                    | Jozef Moravčík (1945–)                                                        | 1994. március 16.                                                             | 1994. december 13.                                                            | Demokrata Unió                                                                | Michal Kováč 1993 - 1998                                                      |
| (1)                                                                           |                                                                                    | Vladimír Mečiar (1942–)                                                       | 1994. december 13.                                                            | 1998. október 30.                                                             | Néppárt – Demokratikus Szlovákiáért Mozgalom                                  | Michal Kováč 1993 - 1998                                                      |
| 3                                                                             |                                                                                    | Mikuláš Dzurinda (1955–)                                                      | 1998. október 30.                                                             | 2006. július 4.                                                               | Szlovák Demokratikus és Keresztény Unió – Demokrata Párt                      | Rudolf Schuster 1999 - 2004                                                   |
| 3                                                                             | Ivan Gašparovič 2004 - 2014                                                        | Mikuláš Dzurinda (1955–)                                                      | 1998. október 30.                                                             | 2006. július 4.                                                               | Szlovák Demokratikus és Keresztény Unió – Demokrata Párt                      |                                                                               |
| 4                                                                             |                                                                                    | Robert Fico (1964–)                                                           | 2006. július 4.                                                               | 2010. július 8.                                                               | Irány – Szlovák Szociáldemokrácia                                             |                                                                               |
| 5                                                                             |                                                                                    | Iveta Radičová (1956–)                                                        | 2010. július 8.                                                               | 2012. április 4.                                                              | Szlovák Demokratikus és Keresztény Unió – Demokrata Párt                      |                                                                               |
| (4)                                                                           |                                                                                    | Robert Fico (1964–)                                                           | 2012. április 4.                                                              | 2018. március 22.                                                             | Irány – Szlovák Szociáldemokrácia                                             |                                                                               |
| (4)                                                                           | Andrej Kiska 2014 - 2019                                                           | Robert Fico (1964–)                                                           | 2012. április 4.                                                              | 2018. március 22.                                                             | Irány – Szlovák Szociáldemokrácia                                             |                                                                               |
| 6                                                                             |                                                                                    | Peter Pellegrini (1975–)                                                      | 2018. március 22.                                                             | 2020. március 21.                                                             | Irány – Szlovák Szociáldemokrácia                                             |                                                                               |
| 6                                                                             | Zuzana Čaputová 2019 - 2024                                                        | Peter Pellegrini (1975–)                                                      | 2018. március 22.                                                             | 2020. március 21.                                                             | Irány – Szlovák Szociáldemokrácia                                             |                                                                               |
| 7                                                                             |                                                                                    | Igor Matovič (1973–)                                                          | 2020. március 21.                                                             | 2021. március 30.                                                             | Egyszerű Emberek és Független Személyiségek                                   |                                                                               |
| 8                                                                             | Visit of Eduard Heger, Slovak Prime Minister, to the European Commission (cropped) | Eduard Heger (1976-)                                                          | 2021. április 1.                                                              | 2023. május 15.                                                               | Egyszerű Emberek és Független Személyiségek                                   |                                                                               |
| 9.                                                                            |                                                                                    | Ódor Lajos (1976-)                                                            | 2023. május 15.                                                               | 2023. október 25.                                                             | Független                                                                     |                                                                               |
| (4)                                                                           |                                                                                    | Robert Fico (1964–)                                                           | 2023. október 25.                                                             | hivatalban                                                                    |                                                                               |                                                                               |
| (4)                                                                           | Irány – Szlovák Szociáldemokrácia                                                  | Robert Fico (1964–)                                                           | 2023. október 25.                                                             | hivatalban                                                                    | Peter Pellegrini 2024 -                                                       |                                                                               |